# Ranunculus cortusifolius

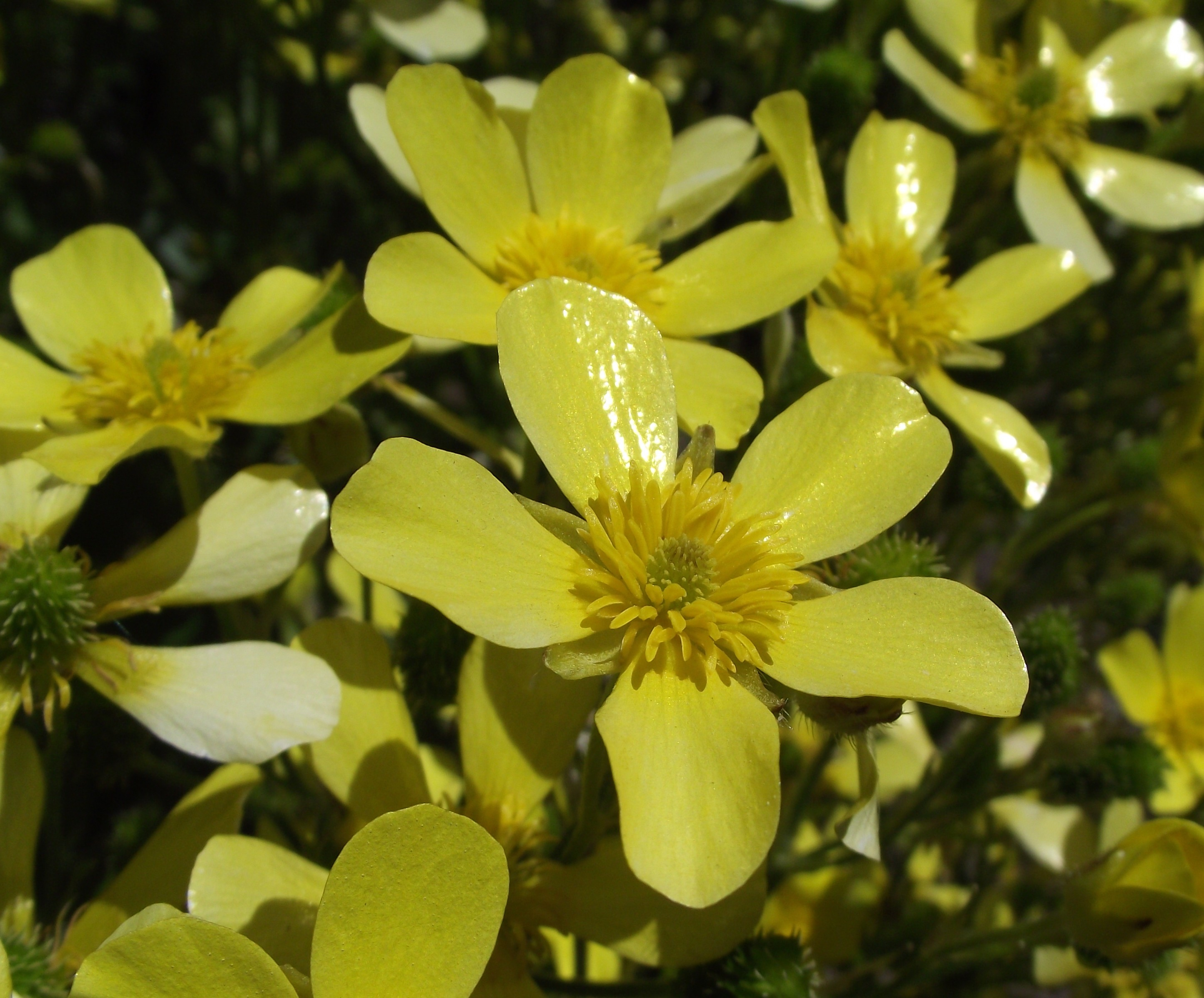
Ranunculus cortusifolius.

Ranunculus cortusifolius Willd. é uma espécie de plantas com flor pertencente ao género Ranunculus da família Ranunculaceae. A espécie é um endemismo da Macaronésia, onde ocorre na Madeira, Canárias e Açores, sendo conhecida pelos nomes comuns de de bafo-de-boi e douradinha. A espécie é comercializada no mercado internacional de plantas ornamentais sob os nomes de Azores buttercup ou Canary buttercup, estando naturalizada em algumas regiões mais húmidas da Califórnia.

## Descrição
A espécie ocorre nos habitats mais húmidos das ilhas Canárias e dos Açores, sendo frequentemente cultivada como planta ornamental nas regiões subtropicais e temperadas de todo o mundo.  Ocorre com maior frequência em zonas de montanha, em geral ligada a formações de laurissilva (nas Canárias entre os 800 e os 1500 m de altitude, nos Açores a menores altitudes) e em vales húmidos e sombrios em zonas mais baixas (a partir dos 200 m de altitude). Há registos de que a espécie se tornou naturalizada em partes da Califórnia.
É uma planta robusta e velosa (recoberta de grossos tricomas) que apresenta tubérculos. As folhas são basais, com 30 cm de comprimento, de forma orbicular-cordiforme com lóbulos pouco profundos. A forma das folhas, semelhantes às do género Cortusa, deu origem ao epíteto específico cortusifolia (com folhas de Cortusa).
As flores são amarelas, muito vistosas, agrupadas em inflorescências do tipo subcorimboso. Cada flor pode medir até 5 cm de diâmetro, com 5 pétalas de coloração amarelo vivo.
Apresenta raiz grumosa, formada por fibras grossas, carnudas e fasciculadas. Caule em forma de hastes de 65-120 cm de altura, terete e, tal como a folhagem, peludo com tricomas volumosos e dilatados na base. As folhas mais próximas da base apresentam pecíolos longos e peludos, são grandes com morfologia foliar entre orbicular e reniforme, com três a cinco lobos que se subdividem e cortam em vários lóbulos agudos, ou grandes dentes afiados, com margens cortadas e serrilhadas, formando um conjunto com estruturas um tanto ou quando radial e dicotómica. As folhas superiores gradualmente menores, sésseis, partidas em cinco, por vezes apenas três, segmentos lanceolados, grosseiramente serrilhados nas margens, com venação paralela.

As flores ocorrem em inflorescências terminais entre cimosas e paniculadas, com pecíolos florais teretes. Cálice de cinco sépalas ovato-lanceoladas,hirsutas, herbáceas, pálidas e escamosas na margem. Pétalas cinco, grandes, amplamente obovadas, amarelo muito brilhante. Estames muito numerosos. Cabeça dos pistilos curta, oval. Ovário redondo a ovado, comprimido lateralmente, hirsuto, afilando para um estilete recurvado que raramente atinge o comprimento do ovário. Cabeça de fruto semelhante, mas maior.

## Galeria

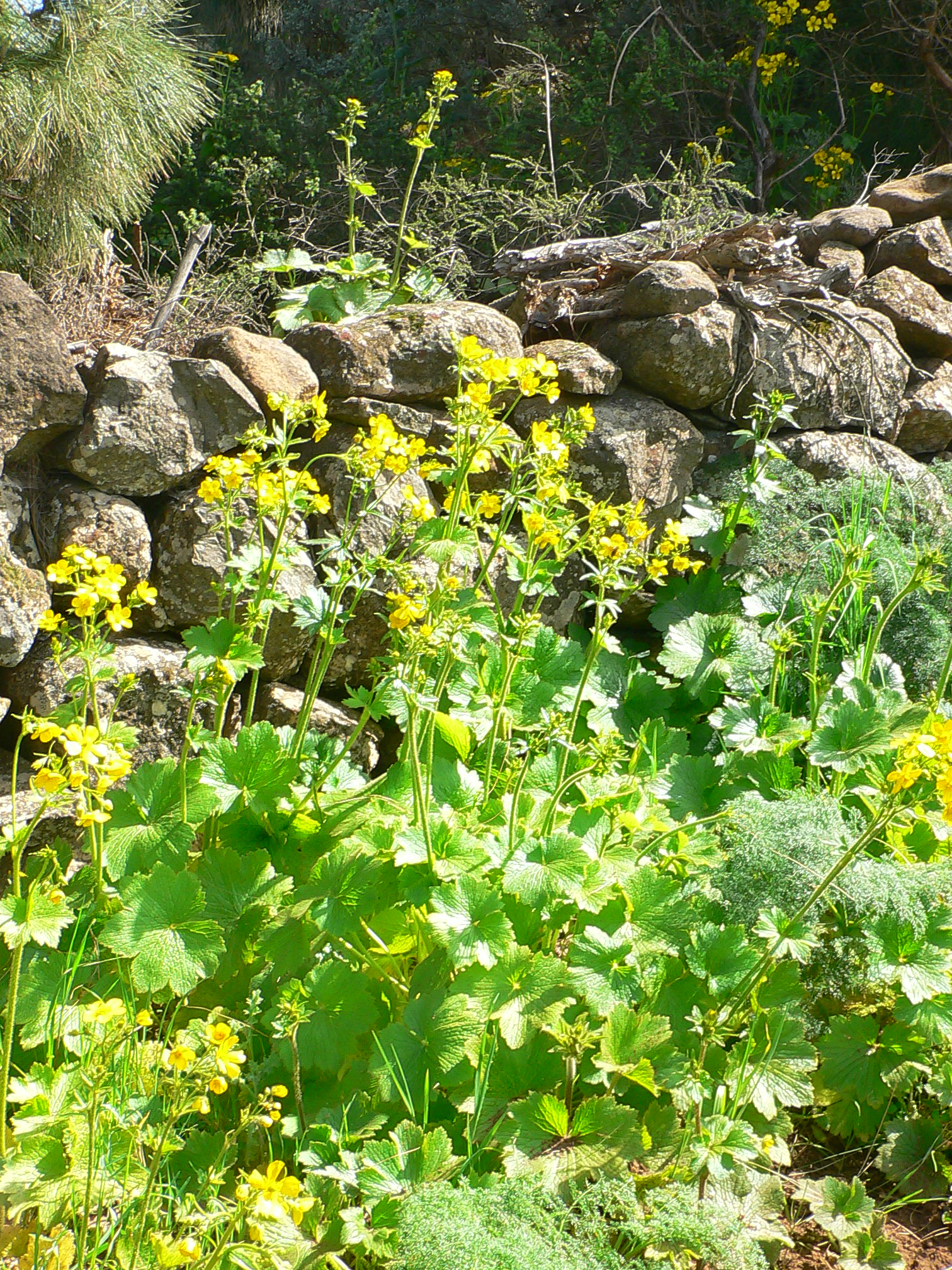
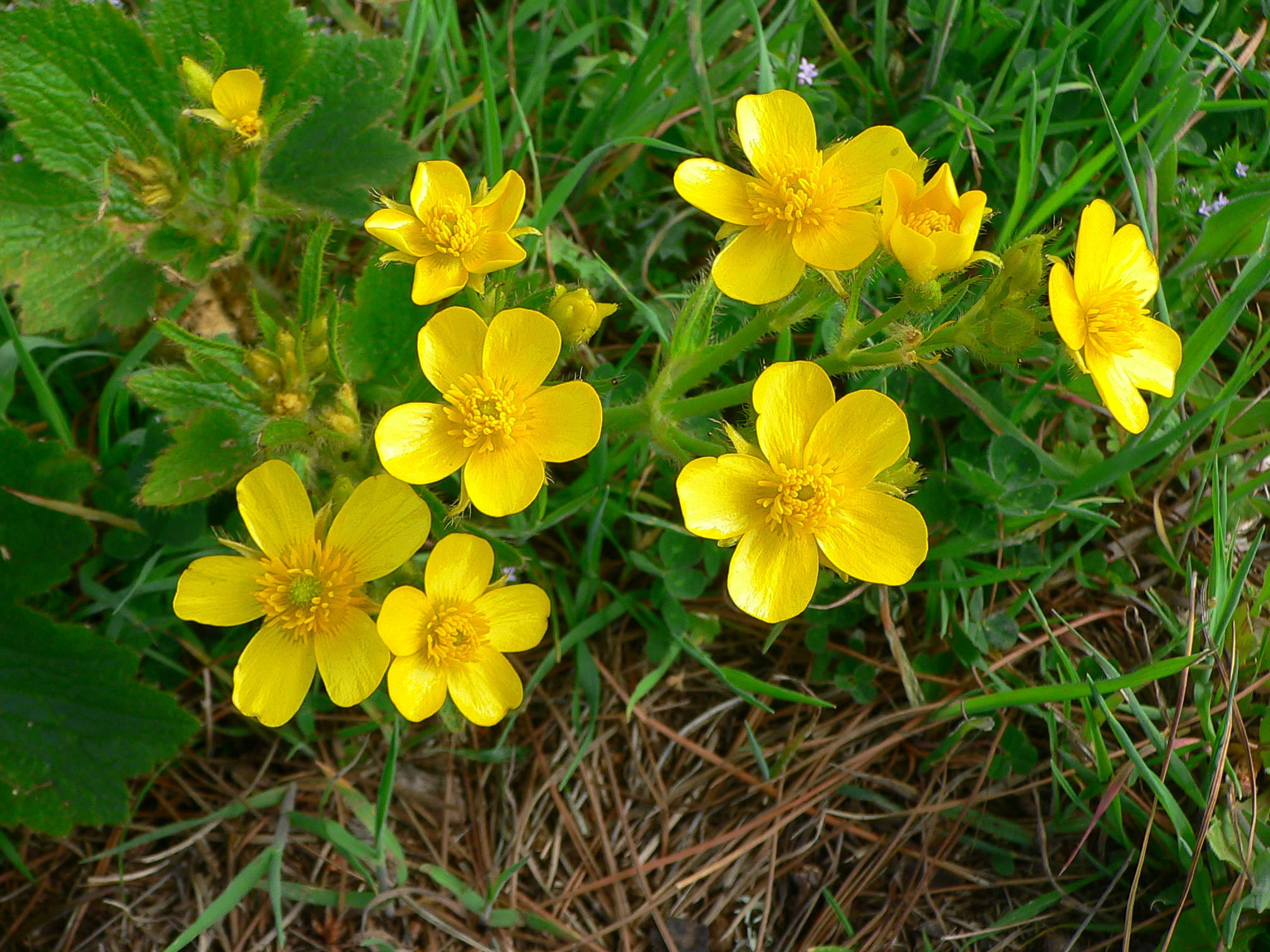
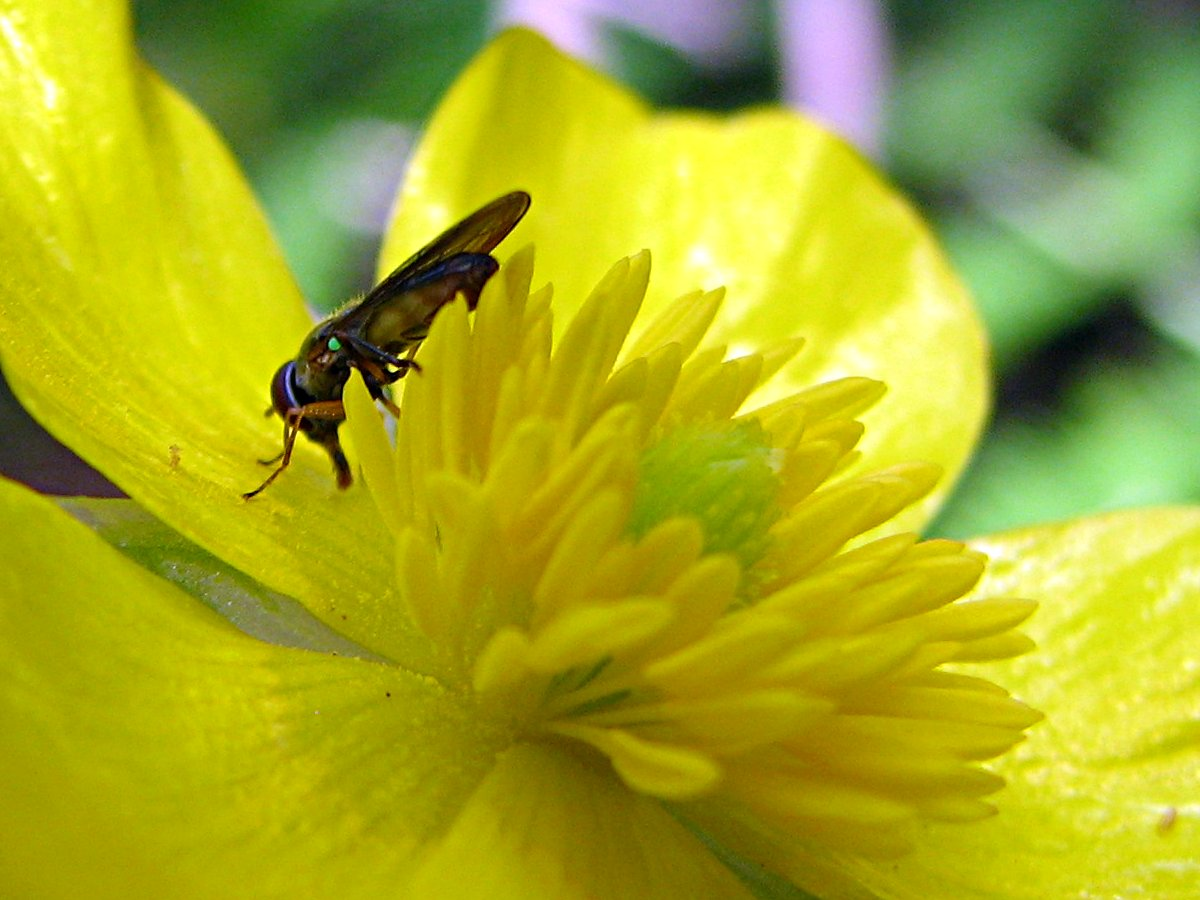
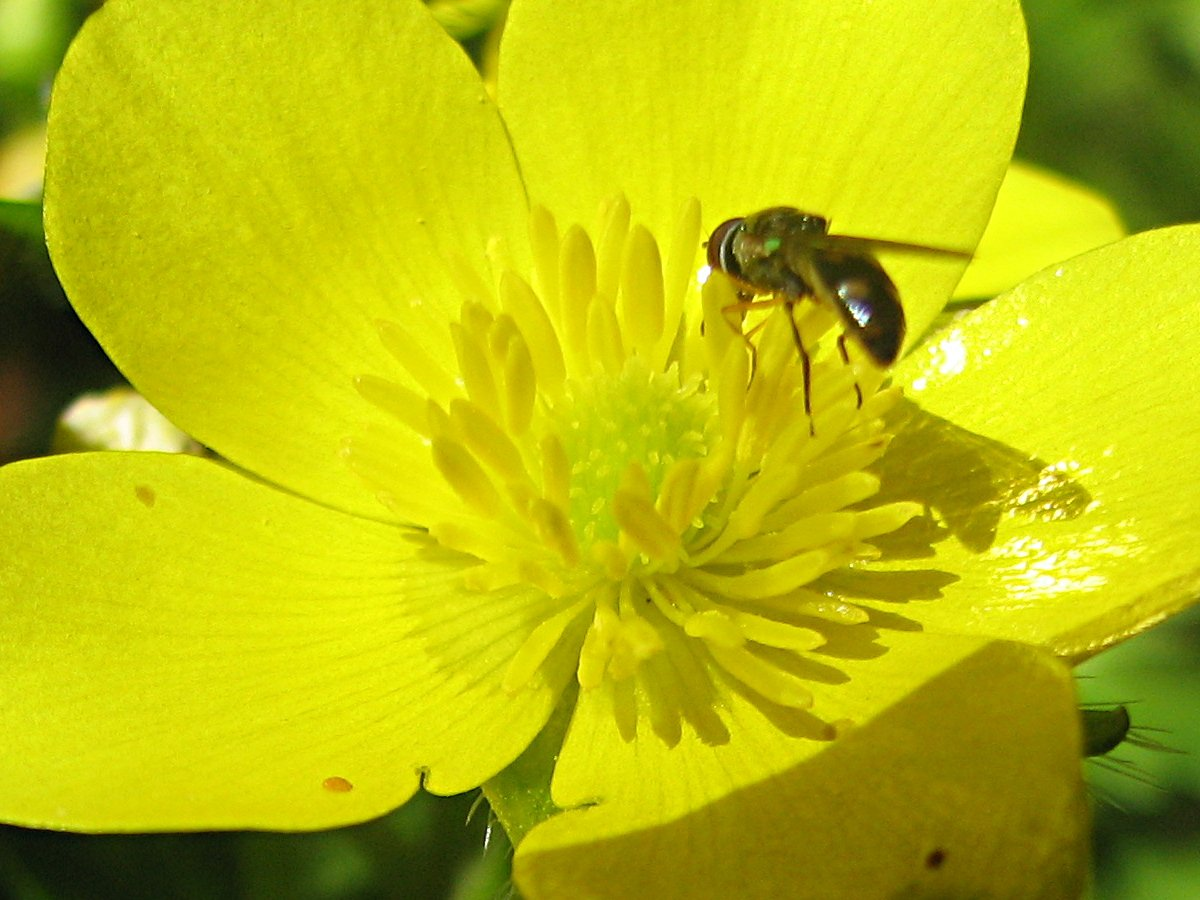
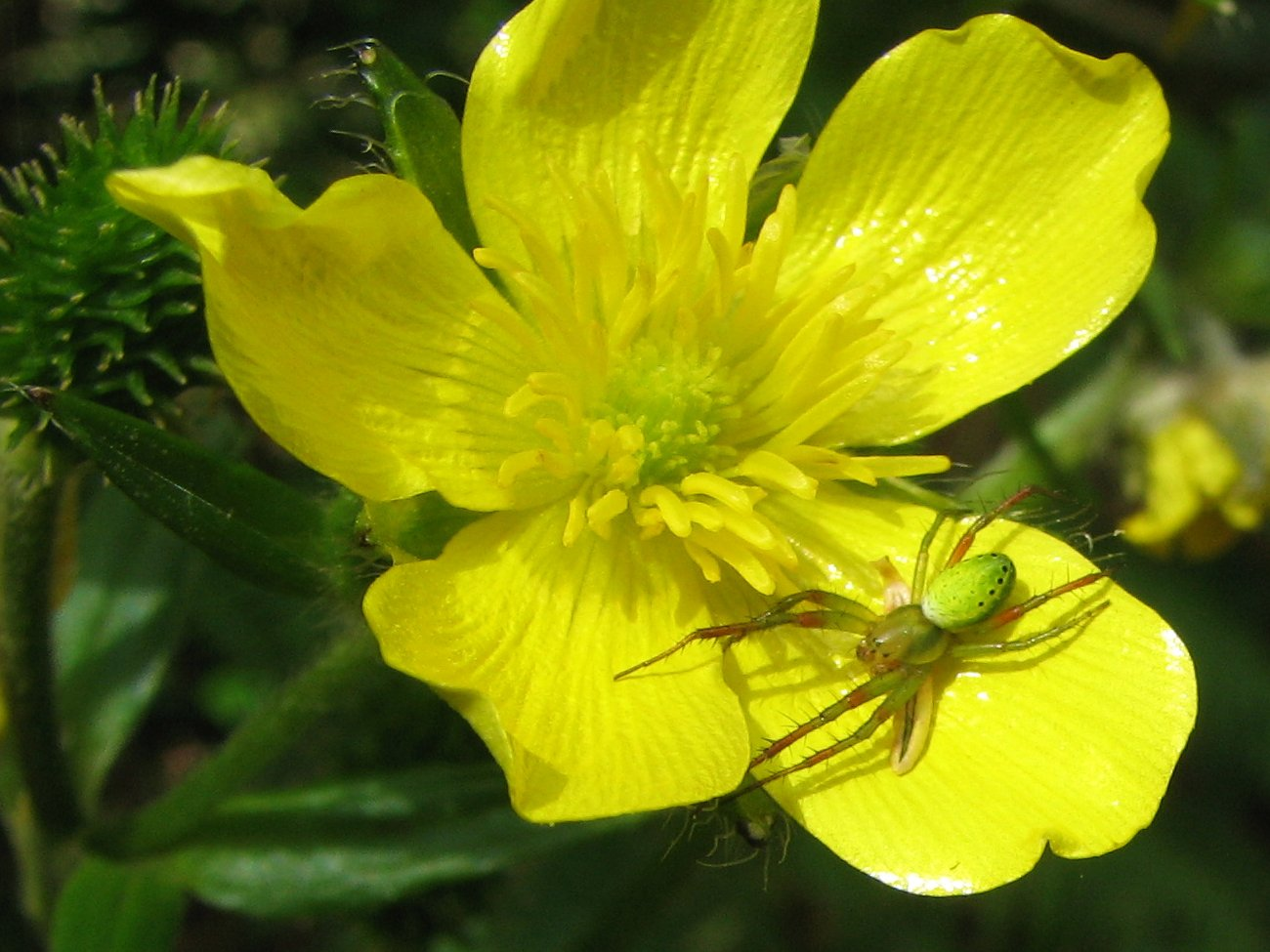
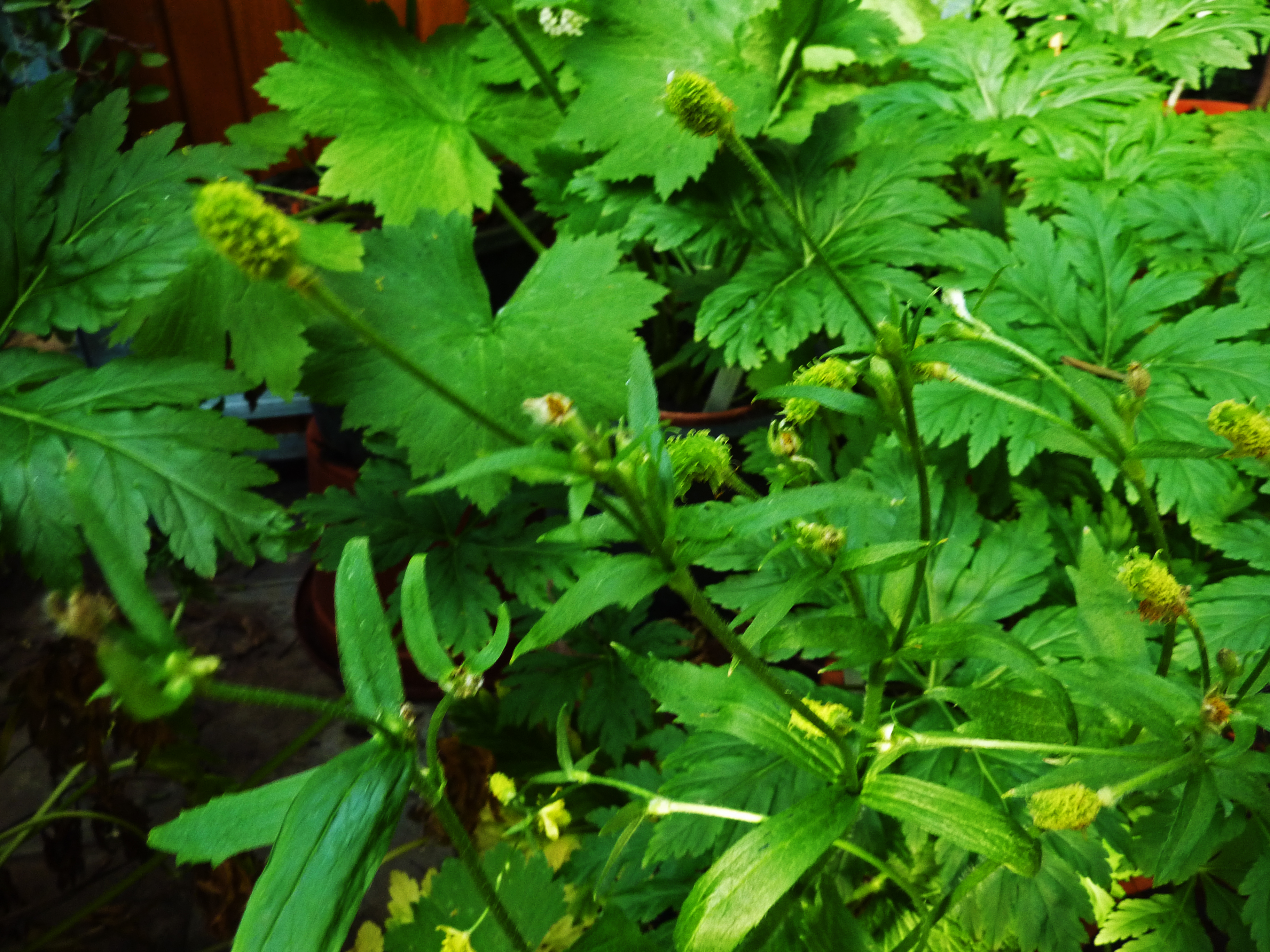